# ورزشگاه وستفالن
ورزشگاه وستفالن که با نام سیگنال ایدونا پارک نیز شناخته می شود، ورزشگاه فوتبال معروفی در شهر دورتموند آلمان است. نام تاریخی این ورزشگاه وست فالن یا وستفالن‌اشتادیون است و نام رسمی کنونی، نامی تجاری است که به دلیل حمایت مالی تنها از دسامبر ۲۰۰۵ تا ۲۰۳۱ برجا خواهد ماند.
این ورزشگاه از میزبانان جام جهانی ۲۰۰۶ بود و بازی‌هایی از مرحلهٔ اول، یک‌هشتم نهایی و نیمه نهایی در آن انجام شد. همچنین فینال جام یوفا در سال ۲۰۰۱ و بعضی از بازی‌های جام جهانی فوتبال ۱۹۷۴ نیز همین‌جا برگزار شده‌اند.
جایگاه تماشاگران ایستاده در وستفالن‌شتادیون ۲۴۴۵۴ نفر در است که بیشترین تعداد در فوتبال اروپاست؛ این ویژگی جو وحشتناکی را در ورزشگاه رقم می‌زند و به آن لقب «دیوار زرد» داده‌اند.

این ورزشگاه، ورزشگاه خانگی تیم فوتبال بوروسیا دورتموند است و با بیش از هشتاد هزار نفر ظرفیت، بزرگ‌ترین ورزشگاه آلمان به‌شمار می‌آید و به همین سبب لقب «خانهٔ اپرای فوتبال آلمان» را کسب کرده‌است.  

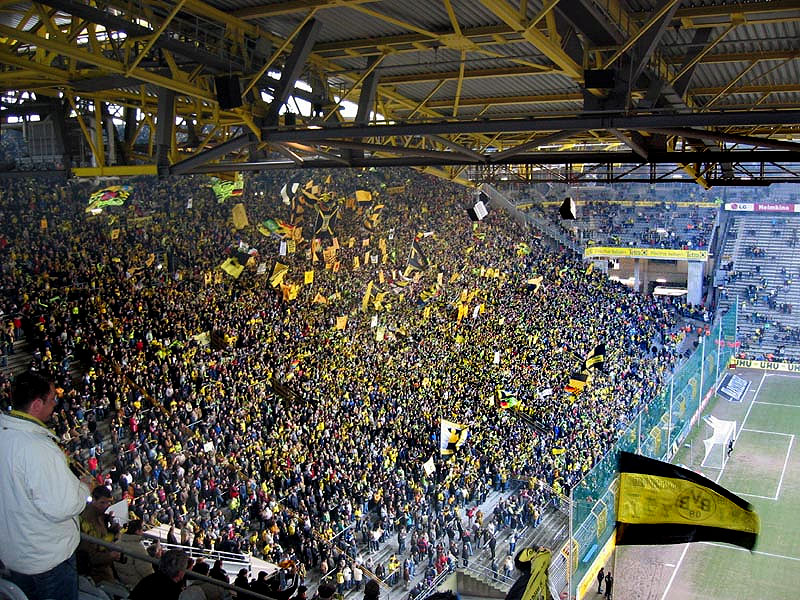

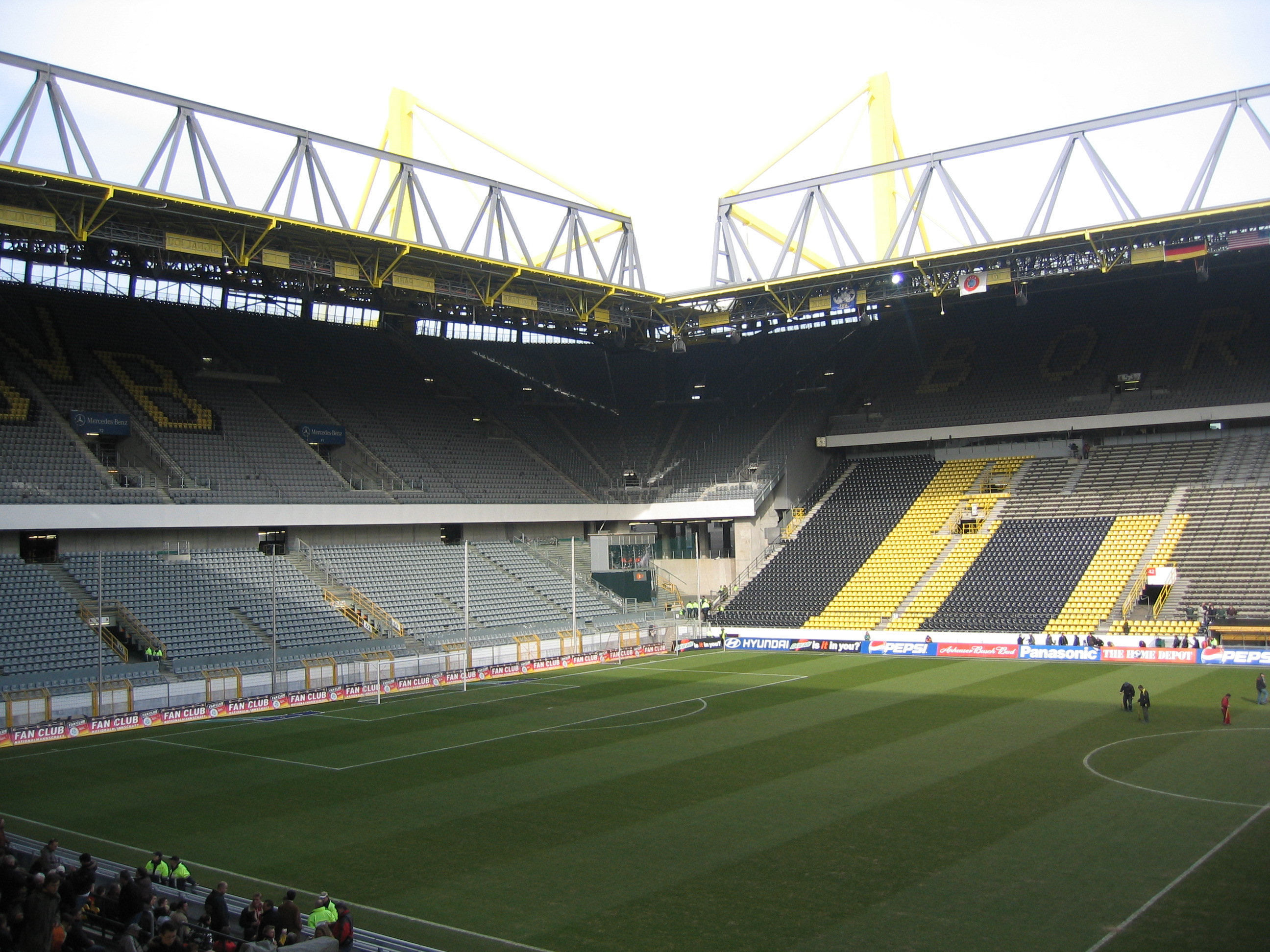

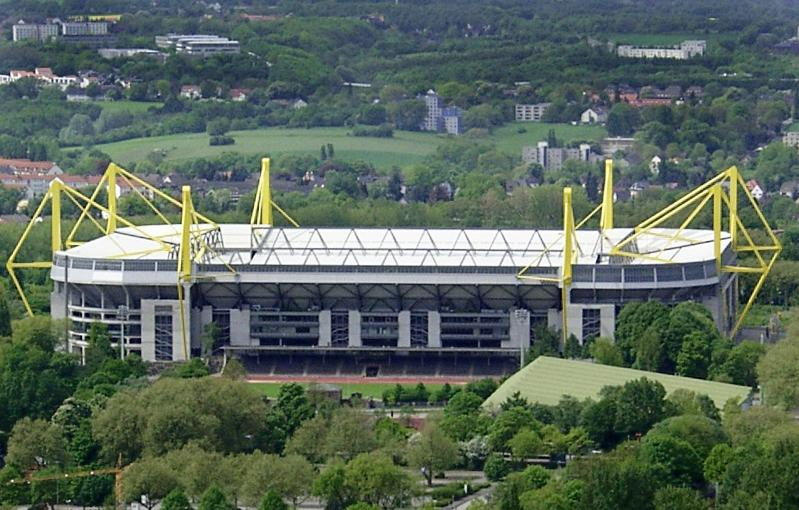